# 杵村直三郎
杵村 直三郎（きねむら なおさぶろう、1879年〈明治12年〉10月6日 - 没年不明）は、日本の銀行の重役、鳥取県多額納税者。中国貯蓄銀行、山陰銀行各監査役。

## 人物
鳥取県西伯郡米子町（現・米子市）出身。杵村善市の二男。農業を営む。1918年に家督を相続する。
貴族院多額納税者議員選挙の互選資格を有する。趣味は囲碁、書画、骨董。宗教は禅宗。住所は米子市日野町。

## 家族・親族
杵村家
杵村家は屋号を杵築屋と称し、酒醤油醸造業並びに質商を営む。
- 祖母・ふろ（1837年 - ?、島根、広井源六郎の長女）[2]
- 父・善市（1851年 - ?、鳥取、名島平次郎の二男[7]、酒類醤油醸造[8]） - 米子博労町の豪商名島家の生まれで、米子日野町の杵村善右衛門の養嗣[7]。
- 妻・久子（1896年 - ?、島根、瀧川辰郎の妹）[6]
- 男[6]
- 二男[2]
- 三男[2]
- 長女[6]

親戚
- 名島嘉吉郎（鳥取県多額納税者、醤油醸造兼砂糖綛糸商及代弁業、中国貯蓄銀行、米子銀行各取締役）
- 名島嘉吉郎（鳥取県多額納税者、中国興業銀行頭取、名島合名会社代表社員）